# アノマリー (市場)
アノマリー（または市場の変則性、英: market anomaly）とは、効率的市場仮説と矛盾するような金融市場の価格およびリターンのねじれ現象をさす。
アノマリーは通常以下が原因と考えられる。
- 構造的要因、例えば不正競争、市場の透明性の欠如、規制措置など
- 市場参加者の行動バイアス（行動経済学を参照）
- 1月効果などのカレンダー効果

これらとの関連で、株価のファンダメンタル、テクニカル指標、カレンダー上のイベントにおいて、アノマリーが報告されている。
ファンダメンタル、テクニカル、カレンダー効果で、アノマリーらは関連しあっている可能性がある。
ファンダメンタル内でのアノマリーでは、バリュー効果と小型株効果が包含されている（低PER株と時価総額が小さい株は平均的に市場インデックスよりもリターンがよいとの観察結果がある）。
テクニカルのアノマリーがモメンタム効果を含む一方で、カレンダー上のアノマリーも、年から年、月から月への株価収益パターンを含んでいる。

## CAPMアノマリー
この項では、金融経済学などのファイナンス理論において代表的なモデルである資本資産価格モデル(CAPM)で説明できないアノマリーの中で代表的なものを列挙する。

### 小型株効果
小型株効果（英: small size effect）とは、時価総額が小さい株式ほど株価収益率が高くなりがちである、という現象である。Rolf Banzにより1981年に米国株式市場において小型株効果が存在することが発表された。米国市場における小型株効果はCAPMでは説明できないことが知られている。ただ小型株効果は後述の1月効果によって生じているという研究結果や、1980年代後半から2000年代初頭にかけてその効果が著しく弱くなっていたという研究結果もある。

### バリュー株効果
バリュー株効果（英: value effect）とは、簿価時価比率（PBRの逆数）が高い株式ほど株価収益率が高くなりがちである、という現象である。1980年代にかけて行われた一連の研究によりその効果が確認されるようになった。米国市場におけるバリュー株効果はCAPMでは説明できないことが知られている。バリュー株効果は小型株効果に比べて比較的頑健であるとされている。バリュー株効果の説明として、投資家の過剰反応によるミスプライシングや、株式固有の特性が原因であるという行動ファイナンス的な説明もなされているが、投資家のリスク態度を反映したものであるという伝統的ファイナンスの理論に沿った説明が有力となっている。小型株効果とバリュー株効果をとらえるためのモデルとしてファーマ-フレンチの3ファクターモデルが提案されている。

### モメンタム効果
モメンタム効果（英: momentum effect）とは、過去の株価収益率が高かった株式は将来の株価収益率も高くなりがちであり、逆に過去の株価収益率が低かった株式は将来の株価収益率も低くなりがちである、という現象である。1993年に米国株式市場において中期モメンタム効果が頑健であるという結果が発表されている。このモメンタム効果はCAPMやファーマ-フレンチの3ファクターモデルでは説明されない。小型株効果、バリュー株効果、そしてモメンタム効果をとらえるためのモデルとしてCarhartの4ファクターモデルが提案されている。

### リターン・リバーサル効果
リターン・リバーサル効果（英: return reversal effect）とは、モメンタム効果とは逆で、過去に株価収益率が低かった株式の株価収益率は高くなりがちであり、過去に株価収益率が高かった株式の株価収益率は低くなりがちである、という現象である。Werner DeBondtとRichard Thalerは1985年に米国株式市場において長期のリターン・リバーサルが確認されることを発表した。しかし、DeBondtとThalerのリターン・リバーサル効果はCAPMでは説明できないものの、ファーマ-フレンチの3ファクターモデルでは説明可能であることが確認されている。日本の株式市場ではモメンタム効果に比べリターン・リバーサル効果が強いという研究結果もある。

### 1月効果
1月効果（英: January effect）とは、1月の株価収益率がその他の月に比べて高くなりがちである、という現象である。特に小型株について1月効果は顕著で、小型株効果のほとんどを1月効果が説明するという研究結果もある。1月効果の原因として米国の税制システムが指摘されているが、他国でも1月効果が見られるという研究結果がある。

### 週末効果
週末効果（英: weekend effect）とは、月曜日の株価がその他の曜日に比べて低くなりがちである、という現象である。

### 低ベータ・アノマリー
低ベータ・アノマリー（英: low beta anomaly）とは、CAPMにおけるベータが低い株式ほど株価収益率が高くなりがちである、という現象である。

### 流動性アノマリー
流動性アノマリー（英: liquidity anomaly）とは市場流動性に関連したアノマリーで、市場流動性に対する価格感応度が高い株式ほど株価収益率が高くなりがちである、という現象である。

### 低ボラティリティ・アノマリー
低ボラティリティ・アノマリー（英: low volatility anomaly）とは、株価収益率の分散（ボラティリティ）が小さい株式ほど株価収益率が高くなりがちである、という現象である。Andrew Angらが発見した低ボラティリティ・アノマリーは頑健で、ファーマ-フレンチの3ファクターモデルにおける個別リスクを表す項のボラティリティについても発生する。

### 等加重ポートフォリオ
現代ポートフォリオ理論に基づけば、接点ポートフォリオのシャープ・レシオは全てのポートフォリオの中で最大であるはずだが、実践上は全ての資産に同じ額だけ投資する等加重ポートフォリオの方が接点ポートフォリオや時価総額加重ポートフォリオよりシャープ・レシオが高くなる場合が多いという研究結果が発表されている。

## 日本市場におけるアノマリー

### ボラティリティ・アノマリー(Low-Volatility Anomaly）
伝統的なファイナンス理論の常識では、リスクが高い証券ほど期待リターンも高い、とされる。しかし、現実の株式市場では、事前に測定されたトータル・ボラティリティとその後のリターンとの間に負の相関が観察されるケースがある。ボラティリティをリスクの代理変数とみると、 ボラティリティが低い株式のリターンが高い、 という現象は、伝統的なファイナンス理論の常識と逆であり、リスクと期待リターンのトレードオフの関係に矛盾する。 この現象をボラティリティ・アノマリーと呼ぶ。
岩澤、内山らは(2013年)、東証一部上場全銘柄を対象として、1985年1月から2012年6月までの、ヒストリカル・ベータ値および銘柄固有ボラティリティを推計した。結果、年率平均の投資リターンは、低ベータが+4.8％に対し、高ベータは-1.4％となった。また、銘柄固有ボラティリティにおいては、それが低いポートフォリオは+4.8％であるのに対し，高いポートフォリオは-5.2％であった。よって、日本市場において、ボラティリティ・アノマリーが観察された事となる。また、ボラティリティ・アノマリーの背景を、異なる二つのメカニズムに分けて論じている。
「ベータ・アノマリー」の背景には、ベンチマーク運用を行う機関投資家による高ベータ銘柄への選好があることを海外投資家の行動分析より示した。
「銘柄固有ボラティリティ・アノマリー」の背景は、日本の株式市場における個人投資家の行動の分析によって検証した。その結果、とくに信用取引を行う個人投資家の中に、ギャンブル選好とでも呼ぶべき、少ない確率で発生する多額の利益に対するリスク愛好的な傾向が確認された。これらの投資家が，ファンダメンタル価値に比べ歪度が高い株式を割高に評価することにより、「歪度アノマリー」つまり歪度が高い株式における長期リターンの低迷をもたらすと考えられる。この「歪度アノマリー」によって「銘柄固有アノマリー」の半分程度を説明することができると述べた。